# Música filmi
La música filmi es el nombre que recibe la música compuesta para los intermedios musicales bailados obligatorios en los filmes indios. Generalmente, las canciones están disponibles en casetes y CD (piratas) mucho antes de que se efectúe la proyección oficial del filme, es decir, los espectadores conocen las canciones cuando se estrena la película. Cabe destacar que hay filmes cuyos únicos beneficios provienen de la venta de la banda de sonido original.
La calidad de las composiciones varía notablemente, yendo de la mediocre a la excelente. Como exponente de esta última podemos citar a A.R. Rahman. Algunos cantantes alcanzan fama casi "heroica", como la popular Lata Mangeshkar.
Muchas películas son filmadas en diferentes versiones, por ejemplo en hindú y en tamil. En esos casos la música del filme sufre una adaptación de acuerdo a la nueva lengua de rodaje. Las versiones de A.R. Rahamn resultan más que satisfactorias a los oídos de las distintas zonas de la India.
Remarcamos que incluso en las películas que le hacen un guiño al público occidental, los números musicales siguen presentes. Tal es el caso del filme "El casamiento de los monzones" de Mira Nair, más cercano por su contenido y realización al cine de arte y ensayo que al hollywoodense. 
Los musicales se mantienen en los trabajos de jóvenes realizadores ingleses de origen indio o pakistaní, como "Juega como Beckham" de Gurinder Chadha, en donde Blondie y Texas comparten melodías con Malkit Singh y Bally Sagoo.
En cierto modo, el cine indio genera gracias a esta mezcla de música, danzas y dramaturgia el ideal que Bhârata definió en su tratado Nâtya-shâsta, en el cual describe las bases del arte hindú en el escenario.